# Herrgottswinkel

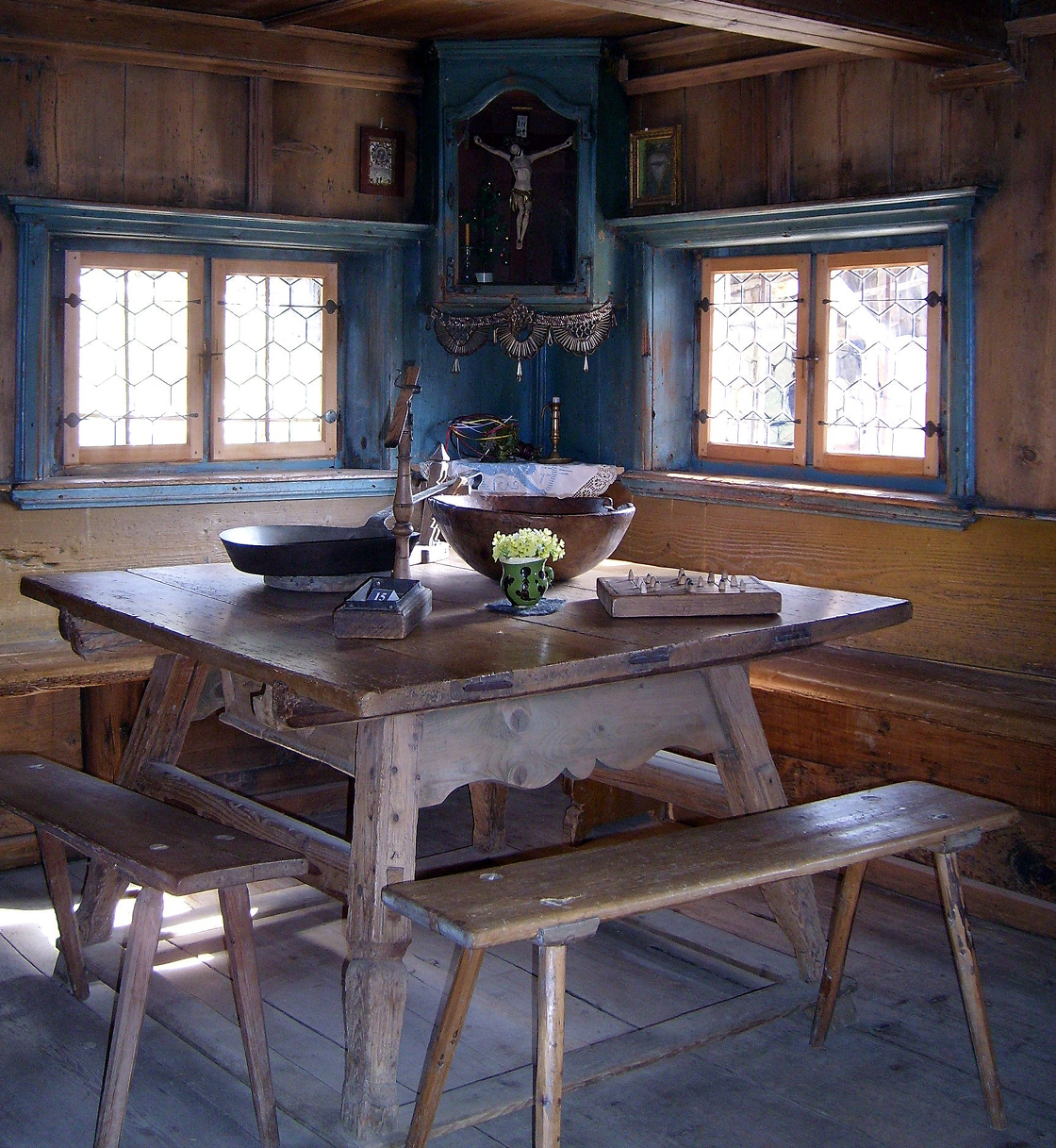
Herrgottswinkel in einer Bauernstube

Der Herrgottswinkel, regional auch „Heilige Hinterecke“, ist ein mit einem Kruzifix gestalteter Ort in christlichen Wohnungen oder Häusern. Er liegt oft in einer Zimmerecke („Winkel“) gegenüber dem Ofen. 
Es ist Brauch, ihn mit einer Marienstatue, mit Heiligenbildern oder Ikonen auszustatten und ihn mit Spitzendeckchen, dem Palmzweig, mit Maiglöckchen im Mai, mit einem geweihten Sträußchen von der Kräuterweihe zu Mariä Himmelfahrt oder mit anderen Blumen zu schmücken. Auch geweihte Kerzen oder die Wetterkerze werden dort aufgestellt und bei bestimmten Anlässen oder beim gemeinsamen Gebet vor dem Kruzifix angezündet. Teils dient der Herrgottswinkel auch als Aufbewahrungsort für den Rosenkranz, die Bibel oder das Gesangbuch. Der Rosenkranz wird dabei zuweilen so über das Kruzifix oder Bilder des Herzens Jesu und unbefleckten Herzens Mariä gehängt, dass er die Umrisse eines Herzens bildet.
In Europa verbreitete sich der Herrgottswinkel in katholischen Häusern seit dem 16. Jahrhundert; eine Entsprechung – dort meist ein Wandbrett mit einer oder mehreren Ikonen – gibt es auch in orthodoxen Regionen. Vielfach findet man Herrgottswinkel auch in Wirtshäusern im süddeutschen und österreichischen Raum. Der Herrgottswinkel wird dabei charakteristischerweise dort eingerichtet, wo er beim Betreten des Raumes und vom Tisch der Stube aus gesehen werden kann. 
In protestantischen Ländern entspricht dem Herrgottswinkel oft ein Brett mit der Bibel und Erbauungsschriften.
Traditionell setzt sich die Familie bei häuslichen Andachten auf die Bank unter den Herrgottswinkel. Es ist auch der Ort, Tote aufzubahren. In Wirtshäusern diente der Herrgottswinkel, vergleichbar mit Darstellungen des Auges Gottes an solchen Orten, dazu, die Gäste zu gemahnen, sich in Wort und Tat zurückzuhalten.